# Château fort de Dietfurt

Blason de la famille von Dietfurt

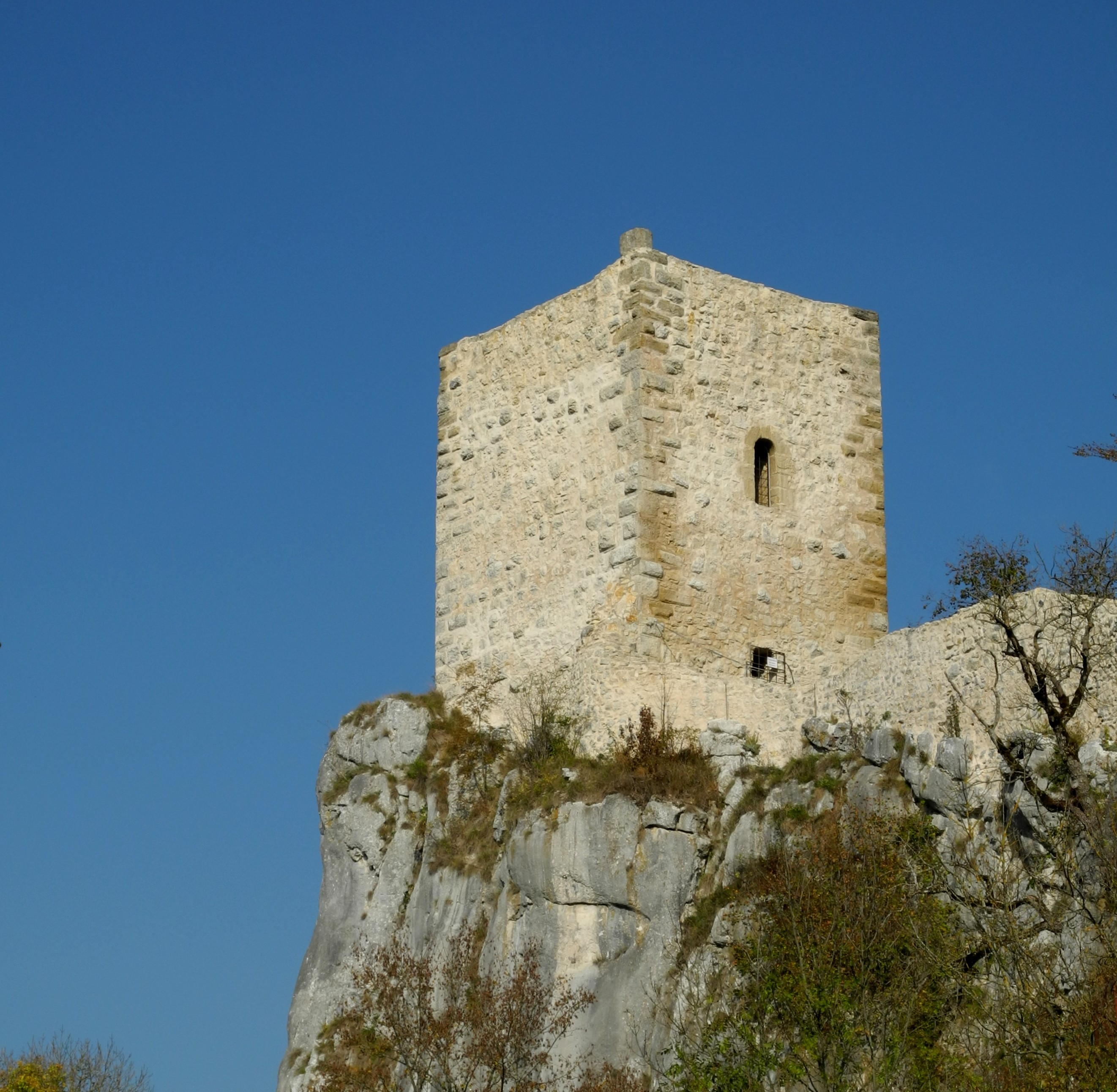
Tour de défense (bergfried) du burg Dietfurt.

Le burg Dietfurt, actuellement en ruine, est un château fort situé dans la commune d'Inzigkofen dans le district de Sigmaringen dans l'État de Bade-Wurtemberg, Allemagne.
En 1095, les frères Heinrich, Eberhard et Hermann von Dietfurt, furent cités comme témoins concernant la fondation de l'abbaye d'Alpirsbach.
Sous le burg Dietfurt, se trouve la "Caverne Dietfurt" (Dietfurthöhle) dans laquelle ont été faites d'importantes trouvailles concernant le Paléolithique tardif et le Mésolithique d'Allemagne du sud.
Ce gué fortifié fut un lieu de passage pour les voies de communications anciennes avant l'introduction des ponts en Europe non méditerranéenne.

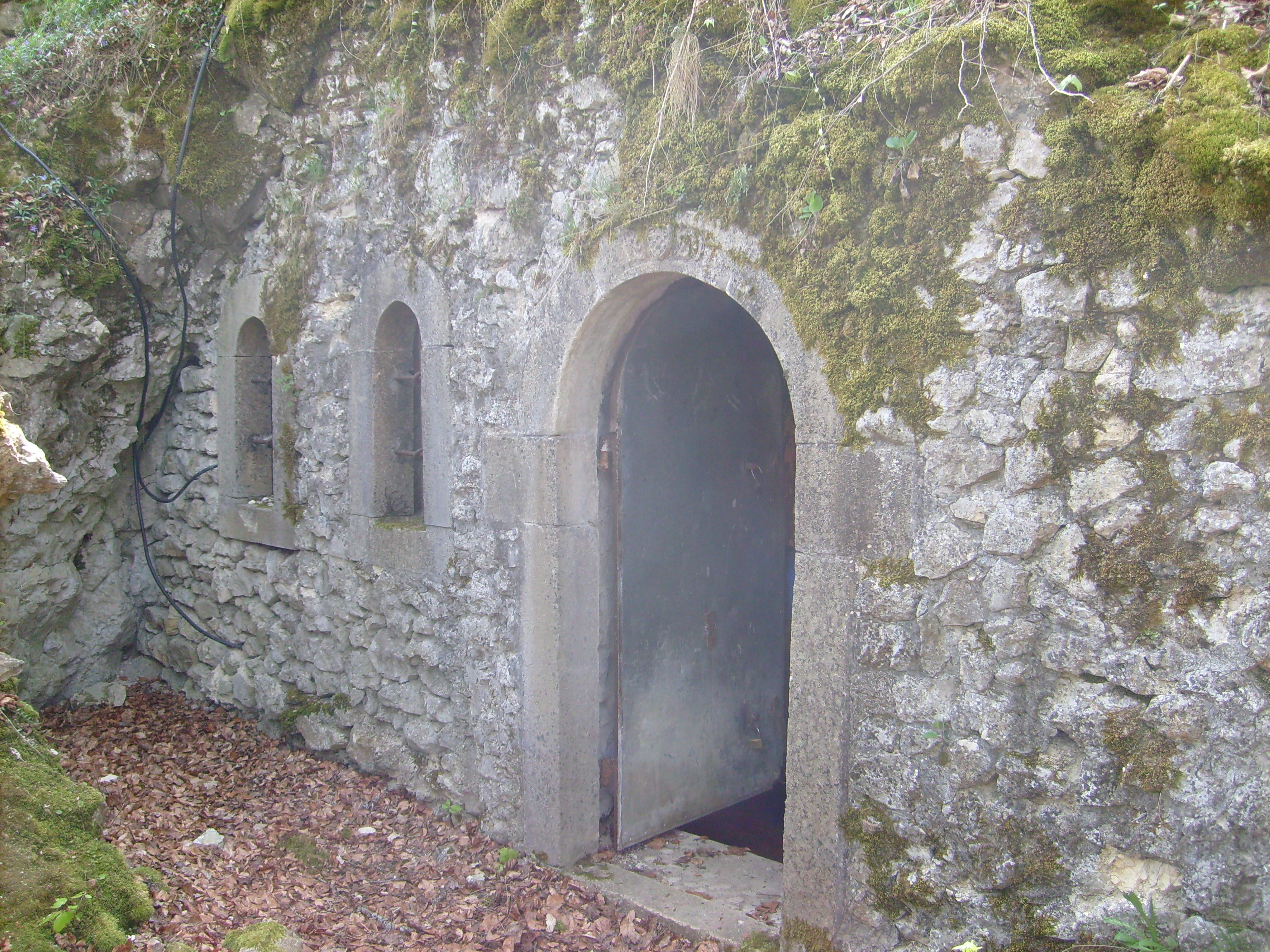
Entrée murée de la Caverne Dietfurt, où ont été faites d'importantes trouvailles de l'époque préhistorique.